# Ernst Zermelo
Ernst Zermelo (27. července 1871 Berlín – 21. května 1953 Freiburg im Breisgau) byl německý matematik proslulý svými pracemi v oblasti teoretických základů matematiky – teorie množin a logiky.
Působil jako profesor matematiky postupně na univerzitách v Göttingenu, v Curychu a ve Freiburgu.
Proslulým se stal jeho výsledek z roku 1904, kdy dokázal tzv. princip dobrého uspořádání, který je proto také někdy označován jako Zermelova věta.
V roce 1908 publikoval svůj pokus o axiomatizaci teorie množin. Jeho práce byla ve dvacátých letech dále upřesněna Adolfem Fraenkelem a Thoralfem Skolemem a je dnes nejrozšířenější axiomatikou teorie množin, označovanou jako Zermelo-Fraenkelova teorie množin.